# Bustul lui Barbu Ștefănescu Delavrancea din București
Bustul lui Barbu Ștefănescu Delavrancea a fost realizat în anul 1920 de sculptorul român Corneliu Medrea. Este cioplit în piatră de Câmpulung și este așezat pe un soclu înalt, având la bază două rânduri de trepte. În partea de sus a soclului este scris: 
| BARBU DELAVRANCEA 1858-1918 |

Barbu Ștefănescu Delavrancea (11 aprilie 1858 - 29 aprilie 1918) a fost un scriitor, analist și om politic român. A profesat avocatura, dar a lăsat totodată valoroase creații literare: nuvele, romanul „Hagi Tudose” și mai ales trilogia dramatică dedicată lui Ștefan cel Mare și urmașilor acestuia: „Apus de soare”, „Viforul” și „Luceafărul”.  În anul 1899 ajunge primar al Bucureștilor. La 12 mai 1912, ca o apreciere a întregii sale activități literar-dramaturgice, scriitorul este ales membru al Academiei Române.
Bustul este înscris în Lista monumentelor istorice 2010 - Municipiul București - la nr. crt. 2310, cod LMI B-III-m-B-19994.
Monumentul este amplasat în sectorul 1, pe Șoseaua Kiseleff, în Parcul Kiseleff din București.